# Lesní hospodářská osnova
Lesní hospodářská osnova (LHO) je popsána v paragrafu 25 zákona č. 289/1995 Sb., o lesích a o změně a doplnění některých zákonů (lesní zákon). a ve vyhlášce Ministerstva zemědělství České republiky č. 84/1996 Sb., o lesním hospodářském plánování.
Osnovy popisují plochu, věk, zastoupení dřevin a zakmenění porostních skupin. Dále obsahují plán zásahů – zalesňování, prořezávky, probírky a mýtní těžby. Součástí osnov je i porostní mapa. LHO jsou důležité především pro drobné vlastníky lesa, přičemž drobným vlastníkem lesa se rozumí vlastník do 50 ha plochy lesa. Vlastníci větších lesních ploch pracují již s lesním hospodářským plánem (LHP). 

## Vlastník lesa a LHO
Drobný vlastník lesa si může LHO bezplatně vyzvednout na odboru životního prostředí příslušné obce s rozšířenou působností. Důležitým aktem pro vlastníka je protokolární převzetí LHO. Tímto aktem se stávají LHO pro vlastníka závazné. Vlastník pak například musí nemusí žádat o těžbu ve svém lese jednotlivě a těží volně dřevo do celkové výše těžeb stanovené v LHO. Vlastník je při tom stále povinen dodržovat ustanovení zákona č. 289/1995 Sb.

## Vytváření LHO
Lesní hospodářské osnovy nechává vypracovat stát pro vlastníky lesa s výměrou do 50 ha, a to na desetileté období. Ministerstvo zemědělství stanovuje právním předpisem podrobnosti o zadávání, zpracovávání a součástech osnov, o jejich změnách, o způsobu odvození závazných ustanovení osnov a o způsobu převzetí osnovy vlastníkem lesa. Vlastník může zpracovávání nových LHO pro svůj les ovlivnit včasným zasláním svých hospodářských záměrů zpracovateli osnov prostřednictvím zadavatele (obce s rozšířenou působností), po převzetí hotových LHO státní správou lesů lze pak žádat o změny již pouze ze závažných a objektivních důvodů, jako jsou například kalamity nebo změny majetkových poměrů.